# Сулеев, Билял
Биляль (Билал) Сулеев (каз. Біләл Сүлеев; 25 ноября 1885 — 5 октября 1935) — казахский
государственный и общественный деятель, член партии «Алаш», просветитель, журналист, драматург, видный деятель правительства «Алаш-Орды» и национально-освободительного движения Казахстана. Также известен под псевдонимами Матай, Каптагай и Буйрас.
Происходит из рода Матай племени Найман.

## Семья
Отец — Сулей-кажы, репрессирован, расстрелян в городе Ташкент.